# Джоузеф Хелър
Джоузеф Хелър (Joseph Heller) е американски сатирик, най-известен с класическия сатиричен роман за Втората световна война „Параграф 22.“ Литературните похвати, открити с този негов първи роман, са използвани и в другите му романи. Книгата е отчасти базирана на неговите собствени преживявания и повлиява много творци, между които Робърт Олтмън с филмовата комедия M*A*S*H и последвалия я едноименен сериал, чието действие се развива в Корейската война. Фразата „параграф 22“ се използва в английския и други езици подобно на българската „точка 13“ за означаване на парадоксална ситуация, особено такава, създадена от закон, наредба или обстоятелства.

## Творби
Романите на Хелър са:
- 1961 – Catch-22
  - „Параграф 22“
- 1974 – Something Happened
  - „Нещо се случи“, Прев. от англ. Огняна Иванова, София: Лъчезар Минчев, 1998, (511c.); ISBN 954-412-039-4:
- 1979 – Good As Gold
  - „Чисто злато“, Прев. [от англ., послесл.] Димитър Добрев, В. Търново: Абагар, 1997 (448 с.); ISBN 954-427-243-7
- 1984 – God Knows
  - „Бог знае“, Прев. [от англ.] Владимир Германов (1. изд. 1994 изд. Абагар Холдинг); София: Еднорог, 2000 (2. прераб. изд)	432 с.; ISBN 954-9745-15-5
- 1986 – No Laughing Matter в съавторство със Спийд Вогел (Speed Vogel)
- 1988 – Picture This
  - „Игра на въображението“, Прев. [от англ.] Невена Кръстева, София: Прозорец, 2001, (334 с.); ISBN 954-733-174-4
- 1994 – Closing Time („Залезът“)
- 1998 – Now and Then („Сега и тогава“ – автобиографична)
- 2000 – Portrait of an Artist, as an Old Man
  - „Портрет на твореца като стар“, Прев. Веселин Лаптев, София: ИК Емас (ИК Глобус), 2001, (224 с.)
- – Hagar & Ishmael (недовършен роман, открит след смъртта на Хелър)

Той е автор и на две книги с кратки разкази и три пиеси.

## За него
- Tracy Daugherty, Just One Catch: A Biography of Joseph Heller. St. Martin's Press, New York 2011, ISBN 978-0-312-59685-9.
- Robert Merrill, Joseph Heller. Twayne, Boston 1987, ISBN 0-8057-7492-0 (= Twayne's United States Authors Series 512).
- James Nagel (ed.), Critical Essays on Joseph Heller. G. K. Hall, Boston 1984, ISBN 0-8161-8685-5.
- Sanford Pinsker, Understanding Joseph Heller. 2, revidierte Auflage. South Carolina University Press, Columbia SC 2009, ISBN 978-1-57003-840-2.
- Judith Ruderman, Joseph Heller. Continuum, New York 1991, ISBN 0-8264-0516-9.